# Lijst van gemeentelijke monumenten in Lingewaard
De gemeente Lingewaard heeft 109 gemeentelijke monumenten. Hieronder een overzicht.

## Angeren
De plaats Angeren kent 12 gemeentelijke monumenten:
| Object                                | Bouwjaar          | Architect         | Locatie             | Coördinaten                   | Nr.        | Afbeelding              |
| ------------------------------------- | ----------------- | ----------------- | ------------------- | ----------------------------- | ---------- | ----------------------- |
| Boerderij                             | XIXc              |                   | Duimeling 2         | 51° 55' 6" NB, 5° 57' 39" OL  | 1705/WN001 | Boerderij               |
| Boerderij                             | XIXd              |                   | Duimeling 6         | 51° 55' 7" NB, 5° 57' 34" OL  | 1705/WN002 | Boerderij               |
| Boerderij De Kapel                    | 1925              |                   | Jan Joostenstraat 2 | 51° 55' 5" NB, 5° 57' 22" OL  | 1705/WN003 | Boerderij De Kapel      |
| Boerderij                             | XIXa              |                   | Kamervoort 29       | 51° 54' 42" NB, 5° 56' 38" OL | 1705/WN004 | Boerderij               |
| Woonhuis Rozenhaghe                   | 1907              |                   | Kamervoort 37       | 51° 54' 40" NB, 5° 56' 27" OL | 1705/WN005 | Woonhuis Rozenhaghe     |
| Boerderij De Kroon                    | 1930              |                   | Kamervoort 111      | 51° 54' 46" NB, 5° 55' 34" OL | 1705/WN006 | Boerderij De Kroon      |
| R.K. Bavokerk in Bossche school stijl | 1951              | Nico van der Laan | Kerkstraat 2        | 51° 55' 2" NB, 5° 57' 45" OL  | 1705/WN007 | Meer afbeeldingen       |
| Schuur                                | XIXc              |                   | Molenstraat 24      | 51° 54' 55" NB, 5° 57' 35" OL | 1705/WN008 | Schuur                  |
| Boerderij                             | XIXd              |                   | Molenstraat 26      | 51° 54' 54" NB, 5° 57' 34" OL | 1705/WN009 | Boerderij               |
| Boerderij Veeenmou                    | XXa               |                   | Paddepoel 6         | 51° 55' 3" NB, 5° 57' 15" OL  | 1705/WN010 | Boerderij Veeenmou      |
| Boerderij Kamervoort                  | XVII;XIXb         |                   | Rietkampseweg 1     | 51° 54' 45" NB, 5° 56' 16" OL | 1705/WN011 | Meer afbeeldingen       |
| Boerderij De Papediemet               | vermoedelijk 1932 |                   | t Veld 2            | 51° 54' 4" NB, 5° 57' 42" OL  | 1705/WN012 | Boerderij De Papediemet |

## Bemmel
De plaats Bemmel kent 39 gemeentelijke monumenten:
| Object                                                | Bouwjaar  | Architect | Locatie              | Coördinaten                   | Nr.        | Afbeelding                                            |
| ----------------------------------------------------- | --------- | --------- | -------------------- | ----------------------------- | ---------- | ----------------------------------------------------- |
| Schuur                                                | XIXc      |           | Bergerdensestraat 13 | 51° 55' 21" NB, 5° 55' 8" OL  | 1705/WN013 | Schuur                                                |
| Boerderij met varkensstal                             | XIXc      |           | Bergerdensestraat 15 | 51° 55' 22" NB, 5° 55' 6" OL  | 1705/WN014 | Boerderij met varkensstal                             |
| Boerderij                                             | XIXc      |           | De Pas 4             | 51° 52' 56" NB, 5° 53' 22" OL | 1705/WN015 | Boerderij                                             |
| Boerderij                                             | XIXd      |           | De Pas 11            | 51° 52' 58" NB, 5° 53' 22" OL | 1705/WN016 | Boerderij                                             |
| Boerderij                                             | XIXd      |           | De Plak 15           | 51° 53' 43" NB, 5° 53' 40" OL | 1705/WN017 | Boerderij                                             |
| Woonhuis                                              | 1850      |           | De Plak 28           | 51° 53' 44" NB, 5° 53' 43" OL | 1705/WN018 | Woonhuis                                              |
| Woonhuis;Schuur                                       | XIXd      |           | De Plak 42           | 51° 53' 49" NB, 5° 53' 41" OL | 1705/WN019 | Woonhuis;Schuur                                       |
|                                                       |           |           | De Plak 60A          | 51° 53' 56" NB, 5° 53' 37" OL | 1705/WN021 |                                                       |
| Boerderij                                             | XIXd      |           | De Plak 60           | 51° 53' 55" NB, 5° 53' 37" OL | 1705/WN020 | Boerderij                                             |
| Boerderij                                             | XIXb;XIXc |           | De Plak 72           | 51° 53' 60" NB, 5° 53' 36" OL | 1705/WN022 | Boerderij                                             |
| Boerderij De Brouwketel                               | 1898      |           | De Plak 80           | 51° 53' 56" NB, 5° 53' 35" OL | 1705/WN023 | Boerderij De Brouwketel                               |
|                                                       |           |           | Dikelsestraat 9      | 51° 54' 9" NB, 5° 53' 40" OL  | 1705/WN024 |                                                       |
| Woonhuis met bedrijfsgedeelte in Delftse school stijl | 1944-1949 |           | Doornik 1            | 51° 52' 22" NB, 5° 52' 56" OL | 1705/WN025 | Woonhuis met bedrijfsgedeelte in Delftse school stijl |
| Boerderij                                             | 1876      |           | Doornik 7            | 51° 52' 20" NB, 5° 52' 46" OL | 1705/WN026 | Boerderij                                             |
| Woonhuis Wilberma                                     | XIXd      |           | Dorpsstraat 33       | 51° 53' 29" NB, 5° 53' 55" OL | 1705/WN027 | Woonhuis Wilberma                                     |
| Woning met siermetselwerk                             | 1910      |           | Dorpsstraat 71       | 51° 53' 24" NB, 5° 53' 52" OL | 1705/WN028 | Woning met siermetselwerk                             |
| Woonhuis                                              | 1869      |           | Dorpsstraat 73       | 51° 53' 24" NB, 5° 53' 52" OL | 1705/WN029 | Woonhuis                                              |
| Boerderij Veld-zicht                                  | XXa       |           | Groenestraat 40      | 51° 53' 48" NB, 5° 52' 58" OL | 1705/WN030 | Boerderij Veld-zicht                                  |
| Mariakapelletje                                       | 1945-1950 |           | Heuvelsestraat 5     | 51° 54' 32" NB, 5° 54' 3" OL  | 1705/WN031 | Mariakapelletje                                       |
| Woonhuis                                              | 1900-1915 |           | Karstraat 15         | 51° 53' 50" NB, 5° 54' 18" OL | 1705/WN032 | Woonhuis                                              |
| Boerderij                                             | XIXc      |           | Kinkelenburglaan 10  | 51° 53' 21" NB, 5° 53' 45" OL | 1705/WN033 | Meer afbeeldingen                                     |
|                                                       |           |           | Kloosterplaats 56    | 51° 53' 30" NB, 5° 54' 1" OL  | 1705/WN034 | Meer afbeeldingen                                     |
|                                                       |           |           | Kloosterplaats 58    | 51° 53' 30" NB, 5° 54' 2" OL  | 1705/WN035 | Meer afbeeldingen                                     |
|                                                       |           |           | Kloosterplaats 60    | 51° 53' 30" NB, 5° 54' 2" OL  | 1705/WN036 | Meer afbeeldingen                                     |
|                                                       |           |           | Kloosterplaats 72    | 51° 53' 30" NB, 5° 54' 1" OL  | 1705/WN037 | Meer afbeeldingen                                     |
|                                                       |           |           | Kloosterplaats 76    | 51° 53' 30" NB, 5° 54' 2" OL  | 1705/WN038 | Meer afbeeldingen                                     |
| Woonhuis                                              | 1920-1940 |           | Leemkuilselaan 1     | 51° 53' 22" NB, 5° 54' 3" OL  | 1705/WN039 | Woonhuis                                              |
|                                                       |           |           | Oude Kerkhof 6       | 51° 53' 14" NB, 5° 53' 47" OL | 1705/WN040 |                                                       |
| Burgemeesterswoning De Eschdoorn                      | 1912      |           | Ressensestraat 1     | 51° 53' 22" NB, 5° 53' 13" OL | 1705/WN041 | Burgemeesterswoning De Eschdoorn                      |
| Woonhuis                                              | 1965      |           | Ressensestraat 5A    | 51° 53' 25" NB, 5° 53' 5" OL  | 1705/WN043 | Woonhuis                                              |
| Transformatorhuisje                                   |           |           | Ressensestraat 8     | 51° 53' 23" NB, 5° 53' 15" OL | 1705/WN045 | Transformatorhuisje                                   |
| Woonhuis                                              | 1920-1940 |           | Sportlaan 9          | 51° 53' 11" NB, 5° 54' 9" OL  | 1705/WN046 | Woonhuis                                              |
| Woonhuis                                              | XIXd      |           | Teselaar 7           | 51° 53' 14" NB, 5° 53' 40" OL | 1705/WN047 | Woonhuis                                              |
| Boerderij De Vossenhof                                | 1840      |           | Vossenhol 16         | 51° 53' 32" NB, 5° 53' 27" OL | 1705/WN048 | Boerderij De Vossenhof                                |
| Woonhuis Everona                                      | XXa       |           | Vossenhol 20         | 51° 53' 25" NB, 5° 53' 23" OL | 1705/WN049 | Woonhuis Everona                                      |
| Boerderij Bemmels Bosch                               | XXa       |           | Vossenhol 35         | 51° 53' 29" NB, 5° 53' 29" OL | 1705/WN050 | Boerderij Bemmels Bosch                               |
| Dijkmagazijn                                          |           |           | Waaldijk 4           |                               | 1705/WN051 | Dijkmagazijn                                          |
|                                                       | 1946      |           | Waaldijk 9           | 51° 52' 3" NB, 5° 53' 6" OL   | 1705/WN052 |                                                       |

## Doornenburg
De plaats Doornenburg kent 17 gemeentelijke monumenten:
| Object                                                                | Bouwjaar    | Architect              | Locatie              | Coördinaten                   | Nr.        | Afbeelding                 |
| --------------------------------------------------------------------- | ----------- | ---------------------- | -------------------- | ----------------------------- | ---------- | -------------------------- |
| Zuivelfabriek                                                         | ca. 1900    |                        | Blauwe Hoek 3D       | 51° 53' 20" NB, 6° 0' 11" OL  | 1705/WN053 | Zuivelfabriek              |
| Boerderij                                                             | XIXd        |                        | Blauwe Hoek 5        | 51° 53' 19" NB, 6° 0' 10" OL  | 1705/WN054 | Boerderij                  |
| Boerderij                                                             | XIXa        |                        | Borden 14            | 51° 53' 2" NB, 5° 59' 56" OL  | 1705/WN055 | Boerderij                  |
| Woonhuis Johanna Hoeve                                                | 1913 (verm) |                        | Koffiemolen 2        | 51° 53' 45" NB, 5° 59' 38" OL | 1705/WN056 | Woonhuis Johanna Hoeve     |
|                                                                       |             |                        | Koffiemolen 3A       | 51° 53' 58" NB, 5° 59' 24" OL | 1705/WN058 |                            |
| Boerderij Nieuwe Meer                                                 | 1928        | Hendriks (Doornenburg) | Koffiemolen 3        | 51° 53' 59" NB, 5° 59' 24" OL | 1705/WN057 | Boerderij Nieuwe Meer      |
| Boerderij                                                             | 1932        |                        | Krakkedel 26         | 51° 53' 44" NB, 5° 58' 49" OL | 1705/WN059 | Boerderij                  |
| Boerderij                                                             | 1818        |                        | Krakkedel 32         | 51° 53' 51" NB, 5° 58' 45" OL | 1705/WN060 | Boerderij                  |
| Boerderij Ruim Zicht                                                  | 1860        |                        | Pannerdenseweg 21-23 | 51° 53' 24" NB, 6° 0' 38" OL  | 1705/WN061 | Boerderij Ruim Zicht       |
| Boerderij De Kamp                                                     | 1871 (verm) |                        | Pannerdenseweg 54    | 51° 53' 22" NB, 5° 59' 55" OL | 1705/WN063 | Boerderij De Kamp          |
| Boerderijtjes (2)                                                     | XIXc        |                        | Pannerdenseweg 64    | 51° 53' 12" NB, 5° 59' 44" OL | 1705/WN064 | Boerderijtjes (2)          |
| Meesterswoning                                                        | 1884        |                        | Pannerdenseweg 69    | 51° 53' 21" NB, 5° 59' 60" OL | 1705/WN065 | Meesterswoning             |
| Boerderij De Honderdmorgen                                            |             |                        | Rijndijk 11          | 51° 53' 43" NB, 6° 1' 5" OL   | 1705/WN066 | Boerderij De Honderdmorgen |
| Dijkboerderij                                                         | XIXc        |                        | Rijndijk 73          | 51° 54' 21" NB, 5° 59' 1" OL  | 1705/WN067 | Dijkboerderij              |
| Dijkboerderij                                                         | XIXc        |                        | Rijndijk 75          | 51° 54' 22" NB, 5° 58' 55" OL | 1705/WN068 | Dijkboerderij              |
| Boerderij                                                             | XIXc        |                        | Rijnstraat 41        | 51° 53' 46" NB, 5° 59' 51" OL | 1705/WN069 | Boerderij                  |
| Veldoven met twee evenwijdige muren voorzien van zeven stookopeningen | 19e-eeuws   |                        | Roswaard 4           | 51° 54' 5" NB, 6° 0' 37" OL   | 1705/WN070 | Upload foto                |

## Haalderen
De plaats Haalderen kent 6 gemeentelijke monumenten:
| Object                       | Bouwjaar  | Architect | Locatie             | Coördinaten                   | Nr.        | Afbeelding                   |
| ---------------------------- | --------- | --------- | ------------------- | ----------------------------- | ---------- | ---------------------------- |
| Steenfabriek                 | 1949      |           | Buitenpolder 10     | 51° 52' 38" NB, 5° 55' 8" OL  | 1705/WN071 | Meer afbeeldingen            |
|                              |           |           | De Hoek 3           | 51° 52' 57" NB, 5° 56' 9" OL  | 1705/WN072 |                              |
|                              |           |           | De Hoek 5           | 51° 52' 57" NB, 5° 56' 8" OL  | 1705/WN073 |                              |
| Pastorie                     | 1935-1940 |           | van der Mondeweg 22 | 51° 53' 8" NB, 5° 55' 43" OL  | 1705/WN074 | Pastorie                     |
| O.L. Vrouw van Zeven Smarten | 1932      | H.W. Vlak | van der Mondeweg 24 | 51° 53' 9" NB, 5° 55' 41" OL  | 1705/WN075 | O.L. Vrouw van Zeven Smarten |
| Boerderij                    | XXa       |           | van der Mondeweg 30 | 51° 53' 11" NB, 5° 55' 37" OL | 1705/WN076 | Boerderij                    |

## Huissen
De plaats Huissen kent 28 gemeentelijke monumenten.Zie Lijst van gemeentelijke monumenten in Huissen voor een overzicht.

## Ressen
De plaats Ressen kent 6 gemeentelijke monumenten:
| Object                                  | Bouwjaar  | Architect | Locatie             | Coördinaten                   | Nr.        | Afbeelding                              |
| --------------------------------------- | --------- | --------- | ------------------- | ----------------------------- | ---------- | --------------------------------------- |
| Boerderij Nieuwe Hof                    | 1870      |           | Hoeksehofstraat 6-8 | 51° 53' 27" NB, 5° 51' 49" OL | 1705/WN115 | Boerderij Nieuwe Hof                    |
| Woonhuis Stadwijk in Eclecticisme stijl | 1906      |           | Kerkenhofstraat 1   | 51° 53' 26" NB, 5° 52' 6" OL  | 1705/WN117 | Woonhuis Stadwijk in Eclecticisme stijl |
| Woonhuis                                | 1900      |           | Kerkenhofstraat 5   | 51° 53' 23" NB, 5° 52' 6" OL  | 1705/WN118 | Woonhuis                                |
| Brandspuithuisje                        | 1870      |           | Kerkenhofstraat 7   | 51° 53' 22" NB, 5° 52' 4" OL  | 1705/WN119 | Brandspuithuisje                        |
| Boerderij                               | XIXa;XIXd |           | Oude Postweg 1      | 51° 53' 41" NB, 5° 52' 17" OL | 1705/WN120 | Boerderij                               |
| Herenboerderij Huize 't Spijck          | 1895      |           | Ressensestraat 21   | 51° 53' 26" NB, 5° 52' 20" OL | 1705/WN121 | Herenboerderij Huize 't Spijck          |

Aalten · 
Apeldoorn · 
Arnhem · 
Barneveld · 
Berkelland · 
Beuningen · 
Bronckhorst · 
Brummen · 
Buren · 
Culemborg · 
Doesburg · 
Doetinchem · 
Druten · 
Duiven · 
Ede · 
Elburg · 
Epe · 
Ermelo · 
Groesbeek · 
Harderwijk · 
Hattem · 
Heerde · 
Heumen · 
Lingewaard · 
Lochem · 
Maasdriel · 
Montferland · 
Neder-Betuwe · 
Nijkerk · 
Nijmegen · 
Nunspeet · 
Oldebroek · 
Oost Gelre · 
Oude IJsselstreek · 
Overbetuwe · 
Putten · 
Renkum · 
Rheden · 
Rozendaal · 
Scherpenzeel · 
Tiel · 
Ubbergen · 
Voorst · 
Wageningen · 
West Betuwe · 
West Maas en Waal · 
Westervoort · 
Wijchen · 
Winterswijk · 
Zaltbommel · 
Zevenaar · 
Zutphen